# Стична
Стична (словен. Stična) је насељено место у општини Иванчна Горица, Средњесловенска регија, Словенија.

## Историја
До територијалне реорганизације у Словенији била је у саставу старе општине Гросупље.

## Становништво
У попису становништва из 2011. године, Стична је имала 799 становника.
| Број становника према пописима | Број становника према пописима | Број становника према пописима |
| ------------------------------ | ------------------------------ | ------------------------------ |
| 1991                           | 2002                           | 2011                           |
| 670                            | 712                            | 799                            |

## Галерија
- поглед на манастир
- унутрашњост манастира
- манастирско двориште
- детаљ